# Eric Bicfalvi
Eric Cosmin Bicfalvi (* 5. Februar 1988 in Carei, Kreis Satu Mare) ist ein rumänischer Fußballspieler. Seit Januar 2017  spielt der Mittelfeldspieler in der russischen Premjer-Liga bei Ural Jekaterinburg.

## Karriere

### Verein
2006 wechselte Bicfalvi zu Jiul Petroșani in die Liga 1. Er gab sein Debüt am 27. August 2006 gegen Politehnica Iași. Das Spiel endete 3:1 für Petroșani. Er wurde in seiner ersten Saison in der Liga 1 18., was den Abstieg in die Liga II bedeutete. Im Juli 2007 gab Steaua Bukarest bekannt, Bicfalvi für ca. 300.000 € verpflichtet zu haben. Im Januar 2008 wurde Bicfalvi an den Verein Gloria Buzău entliehen. In seiner ersten Saison bei Buzău kam er 14 mal zum Einsatz und erzielte 1 Tor. In der Winterpause 2008/09 kehrte er zu Steaua zurück. Dort gewann er mit dem Pokalsieg 2011 seinen ersten Titel. Im Sommer 2012 verließ er Steaua und wechselte zu Wolyn Luzk in die Ukraine. Im Sommer 2016 wechselte Bicfalvi zum Aufsteiger in die russische Premjer-Liga Tom Tomsk. Im Januar 2017 wurde der Mittelfeldspieler vom Ligakonkurrenten Ural Jekaterinburg unter Vertrag genommen.

### Nationalmannschaft
Bicfalvi wurde im November 2014 erstmals in den Kreis der rumänischen Nationalmannschaft berufen. Im Freundschaftsspiel gegen Dänemark kam er am 18. November zu seinem ersten Länderspiel, an er in der 65. Minute für Alexandru Maxim eingewechselt wurde. Im Jahr 2015 gehörte er mehrmals dem Kader von Trainer Anghel Iordănescu an, kam aber nicht zum Einsatz. Anschließend wurde er ein Jahr lang nicht berücksichtigt, ehe er unter dem neuen Nationaltrainer Christoph Daum im September 2016 zurückkehrte.

## Erfolge
- Rumänischer Pokalsieger: 2011
- Torschützenkönig ukrainische Premjer-Liha: 2014
- Russischer Pokal-Finalist: 2017